# Suolajärvi (Jukkasjärvi socken, Lappland)
Suolajärvi är en sjö i Kiruna kommun i Lappland och ingår i Torneälvens huvudavrinningsområde. Sjön är 7,9 meter djup, har en yta på 0,706 kvadratkilometer och befinner sig 316 meter över havet. Suolajärvi ligger i Torne och Kalix älvsystem Natura 2000-område. Vid provfiske har bland annat abborre, gers, gädda och id fångats i sjön.

## Delavrinningsområde
Suolajärvi ingår i det delavrinningsområde (753870-177562) som SMHI kallar för Utloppet av Suolajärvi. Medelhöjden är 322 meter över havet och ytan är 3,77 kvadratkilometer. Det finns inga avrinningsområden uppströms utan avrinningsområdet är högsta punkten. Vattendraget som avvattnar avrinningsområdet har biflödesordning 3, vilket innebär att vattnet flödar genom totalt 3 vattendrag innan det når havet efter 319 kilometer. Avrinningsområdet består mestadels av skog (81 procent). Avrinningsområdet har 0,71 kvadratkilometer vattenytor vilket ger det en sjöprocent på 18,7 procent.

## Fisk
Vid provfiske har följande fisk fångats i sjön:
- Abborre
- Gärs
- Gädda
- Id
- Mört
- Sik